# Budagoša
Buddhaghosa (Devanāgarī: बुद्धघोस, Thai: พระพุทธโฆษาจารย์, Kitajsko: 覺音/佛音), indijski budistični filozof in psiholog, teravadin, 5. stol.
Ime Buddhagosha pomeni »glas Buddhe«. Njegovo najbolj znano delo je Pot očiščenja(Visuddhimagga), priročnik, ki sistemizira razumevanje in razlago budistične poti v 5. stol., ki so jo vzdrževale starešine na Šri Lanki. Velja za enega najpomembnejših filozofov Theravāde, vendar je kritiziran zaradi odmikov od kanoničnih budističnih besedil. 

## Življenje
Informacije o Buddhagoshevem življenju so vzeti iz: kratkih epilogov iz njegove knjige, epske kronike Mahavamsa ter kasnejšega biografskega dela Buddhaghosuppatti. Ostala dela pa ne dodajo zanesljivih informacij o njegovem življenju. 
V Mahavamsi je zapisano, da se je rodil v kasti brahmanov. Bil je poznavalec Ved in je potoval po Indiji ter se udeleževal filozofski disputov. Ko ga je enkrat v disputu premagal budistični menih po imenu Revata, je postal tako navdušen nad budizmom, da se je spreobrnil.
Na Šri Lanki je Buddhagosha začel študirati besedila, ki so jih hranili menihi samostana Anuradhapura Maha Viharaya. Buddhagosha je prosil za dovoljenje, da združi komentarje iz sanhalskega jezika v razumljiv komentar v jeziku pali. Menihi so najprej preizkusili njegovo znanje in ko so bili zadovoljni z rezultatom, so mu prevod dovolili. 
Po besedah religioginje Marie Heim je Buda v svojih komentarjih izrecno jasen in sistematičen glede svojih hermenevtičnih načel in eksegetičnih strategij. Piše in teoretizira o besedilih, žanrih, registrih diskurza, odzivu bralcev, budističnem znanju in pedagogiki. Buddhaghosa meni, da je vsaka Pitaka budističnega kanona nekakšna metoda (naya), ki za razlago zahteva različne veščine. Ena njegovih najpomembnejših idej o eksegezi Budinih besed (buddhavacana) je, da so te besede neizmerne, torej da obstaja nešteto načinov za poučevanje in razlago dhamme, prav tako pa obstaja nešteto načinov, kako jih sprejeti. 
Filozof Jonardon Ganeri je opozoril na Buddhaghosovo teorijo narave zavesti in pozornosti. Ganeri pravi, da je Buddhaghosov pristop nekakšen "pozorenlizem", ki daje prednost učitelju pozornosti pri razlaganju miselnih dejavnosti in nasprotuje reprezentaciji. Ganeri še navaja, da Buddhaghosa zdravljenje kognicije "predvideva koncept delovnega spomina, idejo o umu kot globalnem delovnem mestu, subliminalno usmerjenost in tezo, da se vizualna obdelava dogaja na treh ravneh." 

## Dela
Ñāṇamoli Bhikkhu piše, da je za delo Buddhaghose »značilna neusmiljena natančnost, doslednost in veliko prevladuje formalizem.« 
Po besedah Marije Heim je Buddhagosha v svojih komentarjih izrecno jasen in sistematičen. Piše in teoretizira o besedilih, žanrih, registrih diskurza, odzivu bralcev, budističnem znanju in pedagogiki. Buddhaghosa meni, da je vsaka Pitaka budističnega kanona nekakšna metoda (naya), ki za razlago zahteva različne veščine. Ena njegovih najpomembnejših idej o eksegezi (kritična razlaga teksta) Buddhovih besed (buddhavanana) je, da so te besede neizmerne, torej da obstaja nešteto načinov in načinov za poučevanje in razlago dhamme (eden izmed glavnih konceptov v hinduizmu, budizmu in ostalih indijskih verah, ki predstavlja vedenje, ki je v skladu z Rto=red, ki omogoča življenje in vesolje), prav tako pa obstaja nešteto načinov, kako jih sprejeti. Po Heimu je Buddhagosha dhammo smatral za "dobro govorjeno vidno tukaj in zdaj, brezčasno", kar pomeni, da se plodovi poti lahko vidijo v vedenju plemenitih, in da je razumevanje dhamme transformativni način gledanja, ki ima takojšen vpliv.  Po Heimovem mnenju je ta zamisel o transformativnem in takojšnjem vplivu svetih spisov "ključnega pomena za razlagalno prakso Buddhaghose", zaskrbljena zaradi neposrednega in transformativnega vpliva Buddhagoshinih besed na njegovo občinstvo, kot je potrjeno v sutah (Tripitaka). ---
Mahavamsa Buddhaghosi pripisuje ogromno knjig, za katere naj bi bilo verjetno, da nekatere niso bile njegovo delo, ampak jih je kasneje sestavil in pripisal njemu. 
Komentarji Buddhagoshe na Tipitako :
- Samantapasadika

- Kankhavitarani

- Sumangalavilasini

- Papañcasudani

- Saratthappakasini

- Manorathapurani

- Paramatthajotika

- Dhammapada-atthakatha

- Paramatthajotika (II),Suttanipata-atthakatha

- Jatakatthavannana,

- Jataka-atthakatha

- Atthasālinī

- Sammohavinodani

- Pañcappakaranatthakatha

Medtem ko tradicionalni viri Buddhaghoso navajajo kot avtorja vseh teh del, trenutno soglasje med učenjaki samo za delo Visuddhimagga in komentarje prvih štirih navedenih. Buddhaghosova dela so verjetno igrala pomembno vlogo pri oživljanju in ohranjanju palijskega jezika kot svetega jezika Teravade. 
Po mnenju Marije Heim je "eden največjih umov v zgodovini budizma", britanski filozof Jonardon Ganeri pa meni, da je Buddhaghosa resnični inovator, pionir in kreativen mislec. Vendar pa trdi, da je Buddhaghosa vplival na hindujsko misel, nekritično sprejemanje Visuddhimagga pa je celo oviralo prakso pristnega budizma. 